# Владимировка (Ильинецкий район)
Владимировка (укр. Володимирівка) — село на Украине, находится в Ильинецком районе Винницкой области.
Код КОАТУУ — 0521287606. Население по переписи 2001 года составляет 422 человека. Почтовый индекс — 22711. Телефонный код — 4345.
Занимает площадь 1,78 км².

## Адрес местного совета
22710, Винницкая область, Иллинецкий р-н, с.Тягун, ул.Ленина, 7